# لون (مغني الراب)
أمير جنيد المحدث (بالإنجليزية: Loon) أو تشونسي لامونت هوكينز مغني راب أمريكي معتزل عرف باسم لون أثناء فترة غناءه، ولد في 20 يونيو حزيران 1975 في هارلم (نيويورك) اشتهر باسمه مرحلة لون في فترة احتراف الغناء، لديه تسجيلات مع فرقة باد بويز منذ عام 2004، وقد توقف عن العمل مع فرقة باد بويز للتسجيلات بعد أن اعتنق الإسلام في عام 2009، وقال أنه في وقت لاحق أنهى عمله بالموسيقى. بينما كان في رحلة إلى بروكسل، ألقي القبض عليه يوم 22 نوفمبر 2011، وتم تسليمه إلى الولايات المتحدة وحكم عليه بالسجن 14 عاماً لجرائم مخدرات قديمة ما قبل فترة الغناء.

## اعتناق الإسلام
اعتنق لون الإسلام في عام 2009، وقام بتغيير اسمه إلى أمير جنيد المحدث. سافر إلى مكة المكرمة في المملكة العربية السعودية لأداء مناسك العمرة.

## روابط خارجية
- لون على موقع IMDb (الإنجليزية)
- لون على موقع ميوزك برينز (الإنجليزية)
- لون على موقع أول ميوزيك (الإنجليزية)
- لون على موقع ديسكوغز (الإنجليزية)
- لون على موقع ديسكوغز (الإنجليزية)
- لون على موقع قاعدة بيانات الفيلم (الإنجليزية)